# Inermorostrum xenops
Inermorostrum xenops (лат.) — вид вымерших млекопитающих из семейства Xenorophidae парвотряда зубатых китов, единственный в роде Inermorostrum. Ископаемые остатки обнаружены в олигоценовых отложениях (рюпельский век) штата Южная Каролина (США). Один из древнейших видов беззубых дельфинов, отличавшихся карликовостью и, по-видимому, засасывавших свою добычу.

## Описание
Череп дельфина был обнаружен на дне реки Уондо (Wando River) в Чарлстоне (штат Южная Каролина). По расчётам учёных, Inermorostrum xenops был в длину 1,2 м, что значительно уступает размерам современных дельфинов (например, афалина достигает 4 м). Вид обладал укороченным рылом, и, учитывая особенности строения черепа (у этого вида увеличены подглазничные отверстия, по которым проходят кровеносные сосуды и нервы челюстей), возможно, утолщёнными губами для всасывания жертвы, а также усами-вибриссами для быстрого обнаружения добычи. Это связывают с предполагаемым придонным образом питания, как у моржа. Кормовыми ресурсами были мягкотелые беспозвоночные и мелкие рыбы, живущие на морском дне.

## Систематика и этимология
Вид Inermorostrum xenops был впервые описан в 2017 году американскими палеонтологами (Роберт Буссенекер, Даниэль Фрейзер, Морган Черчилль и Джонатан Гейзлер) и включён в состав семейства Xenorophidae, впервые выделенного в 2008 году (Uhen, 2008). Родовое название Inermorostrum происходит от корней лат. inermus — «без оружия» или «беззащитный» и rostrum — «нос», «рыло», ссылаясь на отсутствие зубов у вида, а видовое название xenops — от греч. xeno — «странный» и ops — «лицо», из-за необычной морфологии этой части тела.